# Guillermo de Sully
Guillermo, conde de Sully llamado «el Simple» (c. 1085 - c. 1150) fue conde de Blois y de Chartres entre 1102 y 1107, y conde iure uxoris de Sully. Guillermo fue el primogénito del conde Esteban II de Blois y de su esposa Adela de Normandía, hija de Guillermo «el Conquistador»; y hermano mayor del conde Teobaldo II de Champaña, del rey Esteban de Inglaterra y de Enrique, obispo de Winchester.

## Biografía
Ante la ausencia de descendencia masculina del rey Enrique I de Inglaterra, Guillermo era el heredero masculino legítimo más viejo de la línea de Guillermo «el Conquistador». De esta forma, era el principal rival por el trono de Matilde, hija de Enrique, para heredar el trono a la muerte de este. Sin embargo, no fue considerado candidato a la Corona inglesa. Varios historiadores han tomado la opinión de que fue pasado por alto debido a una deficiencia mental, de ahí el apelativo de «Guillermo el Simple». Aunque ampliamente discutido, esto nunca ha sido claramente demostrado.
Guillermo fue preparado al principio para heredar el trono condal de Blois y Chartres, y fue designado conde poco antes de la partida de su padre en su segunda cruzada en 1102. Sin embargo, pronto fue apartado de sus labores condales por su madre debido a su comportamiento errático. Una vez asaltó y amenazó con matar al obispo de Chartres por una disputa jurisdiccional. Así, cuando su segundo hijo Teobaldo alcanzó la mayoría de edad, alrededor de 1107, Adela lo elevó a la posición de conde de Blois y Chartres, y obligó a Guillermo a retirarse a Sully, posesión de su esposa Inés.

## Matrimonio y descendencia
En 1104, Guillermo se casó con Inés de Sully, heredera del señorío de Sully-sur-Loire. Del matrimonio nacieron:
- Raúl (1102-1176), abad de Cluny (Abbaye).
- Margarita (c. 1105-1145), casada con Enrique I, conde de Eu y señor de Hastings, alrededor de 1122.
- Enrique (m. 1189), abad de Fécamp.
- Rodolfo (1104-1176).
- Isabel (1105-1128), abadesa de Caen.
- Eudes Arquimbaldo III de Champaña, señor de Sully.